# Мурат (село)
Мурат (каз. Мұрат) — село в Жанасемейском районе Абайской области Казахстана. Входит в состав Иртышского сельского округа. Код КАТО — 632845200.

## Население
В 1999 году население села составляло 318 человек (158 мужчин и 160 женщин). По данным переписи 2009 года, в селе проживали 373 человека (189 мужчин и 184 женщины).